# جمهورية ألبانيا الشعبية الاشتراكية
رسمياً جمهورية ألبانيا الشعبية الاشتراكية ((بالألبانية: Republika Popullore Socialiste e Shqipërisë)‏) دولة اشتراكية سابقة حكمت ألبانيا من عام 1946 حتى سقوطها في عام 1992. من عام 1946 إلى عام 1976 كانت تعرف باسم جمهورية ألبانيا ومن عام 1944 إلى عام 1946 باسم حكومة ألبانيا الديمقراطية. وطوال هذه الفترة كانت البلاد تشتهر بإعتماد الستالينية كأسلوب إدارة للدولة التي تهيمن عليها أنور خوجا وحزب العمل من ألبانيا والسياسات التي تشدد على الوحدة الوطنية والاعتماد على الذات. السفر والتأشيرات جعل ألبانيا واحدة من أصعب البلدان الزيارة أو السفر. في عام 1967 أعلنت نفسها أول دولة ملحدة في العالم. كانت العضو الوحيد في حلف وارسو الذي انسحب قبل عام 1990 بسبب غزو تشيكوسلوفاكيا في عام 1968. أول انتخابات متعددة الأحزاب في الاشتراكية ألبانيا جرت في 31 آذار / مارس 1991 – حصل الشيوعيين على أغلبية المقاعد في الحكومة المؤقتة الأولى وأجريت الانتخابات البرلمانية في 22 آذار / مارس 1992. تم حل الجمهورية الألبانية الشعبية  الاشتراكية في 28 تشرين الثاني / نوفمبر 1998 مع إقرار دستور جمهورية ألبانيا.